# Eumerosema dispar
Eumerosema dispar är en tvåvingeart som beskrevs av Jean-Jacques Kieffer 1913. Eumerosema dispar ingår i släktet Eumerosema och familjen gallmyggor.
Artens utbredningsområde är Taiwan. Inga underarter finns listade i Catalogue of Life.